# IEEE 11073 Service-oriented Device Connectivity (SDC)

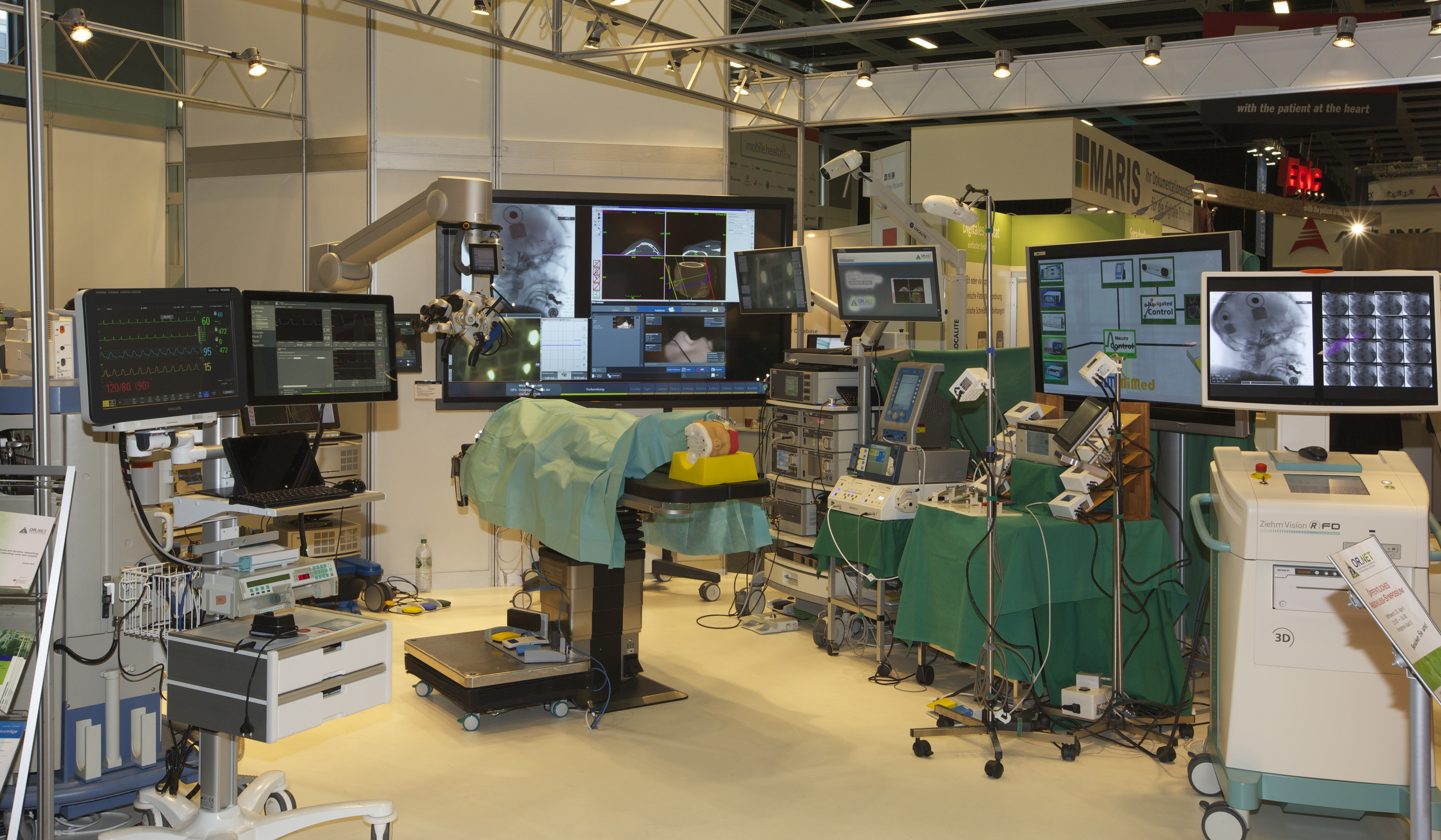
Demonstration der herstellerübergreifenden Medizingerätevernetzung auf Basis der IEEE-11073-SDC-Standardfamilie bei der Messe conhIT 2016 in Berlin.

Die IEEE 11073 Service-oriented Device Connectivity (SDC) Standardfamilie definiert ein Kommunikationsprotokoll für Medizingeräte, deren Einsatzbereich in der (potentiell) kritischen Patientenversorgung liegt, wie etwa dem Operationssaal, der Intensivstation, aber auch in anderen Bereichen des Krankenhauses. Sie ist Teil der ISO/IEEE 11073 Normenfamilie. IEEE 11073 SDC basiert auf dem Paradigma der serviceorientierten Architektur (SOA). Daher unterscheidet sich IEEE 11073 SDC in Teilen stark von den Mechanismen der „klassischen“ ISO/IEEE 11073 Standardfamilie.
Im Fokus von IEEE 11073 SDC steht die herstellerübergreifende Geräte-zu-Geräte-Kommunikation. Die Standardfamilie zielt dabei auf die Interoperabilität von Medizingerätesystemen ab und ermöglicht den Mehrpunkt-zu-Mehrpunkt-Informationsaustausch. Darüber hinaus wird ein grundlegender Datenaustausch zwischen Medizingeräten und den medizinischen Informationssystemen ermöglicht.
Mit dem Fokus auf die Geräte-zu-Geräte-Kommunikation tritt IEEE 11073 SDC nicht in Konkurrenz zu bestehenden oder in der Entwicklung befindlichen Standards wie DICOM, HL7 v2 oder HL7 FHIR. Vielmehr ergänzen sich diese Standards.
Die IEEE 11073 SDC Standardfamilie besteht aus den Core-, Key-Purposes- und Device-Specialization-Standards:
- Die Ende 2018 verabschiedeten Core-Standards umfassen den Transportstandard ISO/IEEE 11073-20702 (Medical Devices Communication Profile for Web Services, „MDPWS“), das Domäneninformations- und Servicemodell ISO/IEEE 11073-10207 („BICEPS“) und den Architektur- und Binding-Standard IEEE 11073-20701 („Glue“)
- Im Jahr 2024 wurden die ersten beiden Key-Purposes-Standards verabschiedet, ISO/IEEE 11073-10700 (Base Participant Key Purposes, „Base PKP“) und ISO/IEEE 11073-10701 („Metrics PKP“). Die beiden Standards für Alarme (11073-10702) und Fernsteuerung (11073-10703) sind noch nicht final.
- Die Device-Specializations (11073-1072x) sind Profile, die die Optionalität der SDC-Standards für spezielle Gerätekategorien weiter einschränken und die zu verwendende Nomenklatur genauer spezifizieren. Diese Profile befinden sich noch in Entwicklung.

## Entwicklung
Die Standards der IEEE 11073 SDC Familie wurden maßgeblich im Zuge des BMBF-geförderten Forschungsprojekts OR.NET (und einiger Vorgängerprojekte) entwickelt. Demonstratoren wurden der Öffentlichkeit beispielsweise im Zuge der conhIT-Messen 2016 und 2017 in Berlin präsentiert. Im Rahmen der MEDICA-Messe 2018 in Düsseldorf wurden erste Geräte mit der offenen Vernetzungsfähigkeit vorgestellt.

## IEEE 11073 SDC Core-Standards

### ISO/IEEE 11073-20702
Der Standard „IEEE 11073-20702 - Health informatics - Point-of-care medical device communication Part 20702: Medical Devices Communication Profile for Web Services“ (kurz „Medical DPWS“ oder „MDPWS“) stellt die grundlegende Interoperabilität zwischen Medizingeräten sicher. MDPWS ermöglichen den sicheren Datenaustausch in verteilten Systemen und das dynamische Finden von Vernetzungspartnern. Der Standard ist vom OASIS-Standard Devices Profile for Web Services (DPWS) abgeleitet. MDPWS definiert Erweiterungen und Einschränkungen, um den Sicherheitsanforderungen von vernetzten Medizingeräten zu genügen.

### ISO/IEEE 11073-10207
Der Standard „IEEE 11073-10207 - IEEE Health informatics - Point-of-care medical device communication Part 10207: Domain Information and Service Model for Service-Oriented Point-of-Care Medical Device Communication“ wurde auf der Basis des „klassischen“ IEEE 11073-10201 Domain Information Model (DIM) entwickelt. Der nicht-normative Name des Standards ist Basic Integrated Clinical Environment Protocol Specification (BICEPS). Das Domäneninformations- und Servicemodell ist so gestaltet, dass es den Anforderungen an eine Mehrpunkt-zu-Mehrpunkt-Kommunikation genügt.
Das Domäneninformationsmodell teilt sich zur Beschreibung des Medizingerätes im Netzwerk in zwei Teile: Die Gerätebeschreibung bildet die Fähigkeiten des Gerätes ab. Es werden beispielsweise die vorhandenen Messwerte, Parameter, Alarme etc. beschrieben, ebenso wie die Möglichkeiten der Fernsteuerung von bestimmten Gerätefunktionalitäten. Der zweite Teil referenziert die Beschreibung und spiegelt den aktuellen Gerätezustand, z. B. aktuelle Werte, wider. IEEE 11073-10207 stellt damit die strukturelle Interoperabilität sicher.

### IEEE 11073-20701
Der Standard „IEEE 11073-20701-2018 - Health informatics - Point-of-care medical device communication - Part 20701: Service-Oriented Medical Device Exchange Architecture and Protocol Binding“ beschreibt einerseits die übergreifende serviceorientierte Medizingerätearchitektur. Andererseits wird das Zusammenspiel (Binding) zwischen IEEE 11073-20702 und IEEE 11073-10207 beschrieben, ebenso wie die Nutzung anderer Standards, wie etwa Network Time Protocol (NTP) zur Zeitsynchronisierung oder Differentiated Services (DiffServ) für Quality-of-Service (QoS) Anforderungen. Mithilfe der Nutzung von Terminologiestandards (wie etwa IEEE 11073-10101) ermöglicht die IEEE-11073-SDC-Normenfamilie eine semantische Interoperabilität.

## Implementierungen von IEEE 11073 SDC
Derzeit sind die folgenden Open-Source-Implementierungen von IEEE 11073 SDC bekannt:
- openSDC[11] (Java)
- SDCLib/C[12] (C++, früherer Name: OSCLib)
- SDCLib/J[13] (Java, früherer Name: SoftICE)
- SDCLib/J (Fork)[14] (Java, Fork mit neuesten Features des ehemaligen Hauptautors)
- SDCri (SDC Reference Implementation)[15] (Java)
- sdc11073[16] (Python, früherer Name: pySDC)
- protoSDC-rs[17] (Rust)

Derzeit sind die folgenden kommerziellen Closed-Source-Implementierungen von IEEE 11073 SDC bekannt:
- Vector IEEE 11073 SDC Stack and Integration Kit (C++ V17)[18]
- SurgiTAIX sdcX[19] (C++)

## Demonstratoren
Die praktische Umsetzbarkeit der „IEEE 11073 SDC“-Standardfamilie wurde durch Demonstratoren an den Standorten Aachen und Leipzig gezeigt. Es werden herstellerübergreifende Use-Cases simuliert und durch SDC-fähige Geräte umgesetzt.